# NGC 4641
NGC 4641 is een lensvormig sterrenstelsel in het sterrenbeeld Maagd. Het hemelobject werd op 17 april 1887 ontdekt door de Amerikaanse astronoom Lewis A. Swift.

## Synoniemen
- UGC 7889
- MCG 2-32-191
- ZWG 71.11
- VCC 1955
- NPM1G +12.0332
- PGC 42769